# Ожогина
Ожо̀гина (на якутски: Одьуогун) е река в Азиатската част на Русия, Източен Сибир, Република Якутия (Саха), ляв приток на Колима, вливаща се в Източносибирско море. Дължината ѝ е 523 km, която ѝ отрежда 186-о място по дължина сред реките на Русия.
Река Ожогина се образува от сливането на реките Сулакан (166 km, лява съставяща) и Делкю (137 km, дясна съставяща), водещи началото си от североизточните склонове на Момския хребет, на 91 m н.в., в североизточната част на Република Якутия (Саха). По цялото си протежение реката тече в югоизточна посока, в т.нар. Ожогински дол – силно заблатена депресия, простираща се покрай североизточните склонове на Момския хребет, от долното течение на Индигирка до средното течение на Колима. Двете съставящи реки имат предимно планински характер, с дълбоко врязани долини, със стръмни сипейни склонове. След сливането им ширината на долината на вече същинската река Ожогина става широка и плитка. По дъното на долината има широка заливна тераса с многочислени меандри и езера-старици. Ширината на корито нараства от 50 m в горното до 300 m в долното течение, дълбочината се изменя съответно от 0,7 до 12 m, а скоростта намалява от 1,4 до 0,3 m/s. Влива се от отляво в река Колима, при нейния 888 km, на 32 m н.в.
Водосборният басейн на Ожогина има площ от 24,3 хил. km2, което представлява 3,78% от водосборния басейн на Колима и се простира в североизточна част на Република Якутия (Саха). В басейнът на реката има над 2,8 хил. езера.
Водосборният басейн на Ожогина граничи със следните водосборни басейни:
- на юг – водосборния басейн на река Зирянка, ляв приток на Колима;
- на югозапад, запад и северозапад – водосборния басейн на река Индигирка, вливаща се в Източносибирско море;
- на север – водосборния басейн на река Седедема, ляв приток на Колима.

Река Ожогина получава получава над 30 с дължина над 10 km, като 10 от тях са с дължина над 100 km:
523 → Сулакан (лява съставяща) 166 / 1520
523 ← Делкю (дясна съставяща) 137 / 1510
434 ← Бургали 174 / 2140
427 → Тирехтях 108 / 1050
349 ← Чьочьолюгюн 208 / 12 720
294 ← Кинрайдах 154 / 1980
262 ← Арга-Юрях 164 / 835
249 → Дойди 198 / 1740
207 ← Силяп 191 / 1960
6 → Хоска 297 / 3310
Подхранването на реката е снежно-дъждовно, като преобладава дъждовното. Пролетно-лятното пълноводие на Ожогина започва през третата десетдневка на май и завършва през юли. Много често пролетното пълноводие се сменя с епизодични прииждания в резултат на поройни дъждове. Среден годишен отток в устието около 170 m3/s, което като обем се равнява на 5,365 km3. Ожогина замръзва през октомври, а се размразява през май.
По течението на Ожогина няма постоянни населени места. Плавателна е на 250 km от устието за малки съдове с газене до 0,6 – 0,8 m. Използва се за транспортиране на дървен материал.